# کنین دی (آریزنا)
کنین دی (به انگلیسی: Canyon Day) یک منطقهٔ مسکونی در ایالات متحده آمریکا است که در شهرستان جیلا، آریزونا واقع شده‌است. کنین دی ۱۳٫۱۶ کیلومتر مربع مساحت و ۱۰٬۸۷۳ نفر جمعیت دارد و ۱٬۵۲۴ متر بالاتر از سطح دریا واقع شده‌است.